# Marion Ross (physicienne)
Ne doit pas être confondu avec Marion Ross ou Marion Rousse.
Marion Amelia Spence Ross (9 avril 1903 - 3 janvier 1994) est une physicienne écossaise réputée pour ses travaux sur la cristallographie aux rayons X et la dynamique des fluides.

## Jeunesse et formation
Marion Amelia Ross naît à Édimbourg, le 9 avril 1903. Elle est l'une des cinq filles de Marion Thomson et William Baird Ross, organiste, compositeur et fondateur de la Société des organistes d'Edimbourg. La jeune fille est fascinée par l'orgue de l'église Holy Rude de Stirling conçu par son père, et chante dans la chorale de l'église.
Après l'Edinburgh Ladies 'College, Marion Ross étudie les mathématiques et la philosophie naturelle à l'Université d'Édimbourg, où elle reçoit de prestigieuses bourses en mathématiques et obtient son diplôme avec mention. Ross poursuit sa formation au Collège de formation des enseignants de Cambridge pendant un an et enseigne les mathématiques dans une école secondaire de Woking (Surrey) pendant deux ans. En 1928, elle accepte un poste de maître de conférences au Département de physique de l'Université d'Édimbourg et initie un cours d'acoustique pour les étudiants en musique.
Au cours de la Seconde Guerre mondiale, elle est une des rares femmes scientifiques à travailler pour l'Amirauté. Basée au port de Rosyth, elle dirige une équipe impliquée dans l'acoustique sous-marine et l'hydrodynamique.
Son travail avec le professeur Charles Glover Barkla lui permet d'obtenir son doctorat en 1943.

## Carrière
Pendant un an, elle travaille sous la direction de William Lawrence Bragg à l'Université de Manchester et explore, avec Arnold Beevers, la structure du cristal électrolyte solide d'alumine béta (ou BASE selon l'acronyme de l'appellation anglaise : beta-alumina solid electrolyte). Ils observent des sites «problématiques» dans les zones occupées par les ions mobiles de sodium. Par la suite, la présence de ces ions permettra d'utiliser ce cristal en tant que supraconducteur. En hommage à leur découverte, les emplacements de ces ions sont maintenant connus sous le nom de sites Beevers – Ross et anti-Beevers – Ross. 

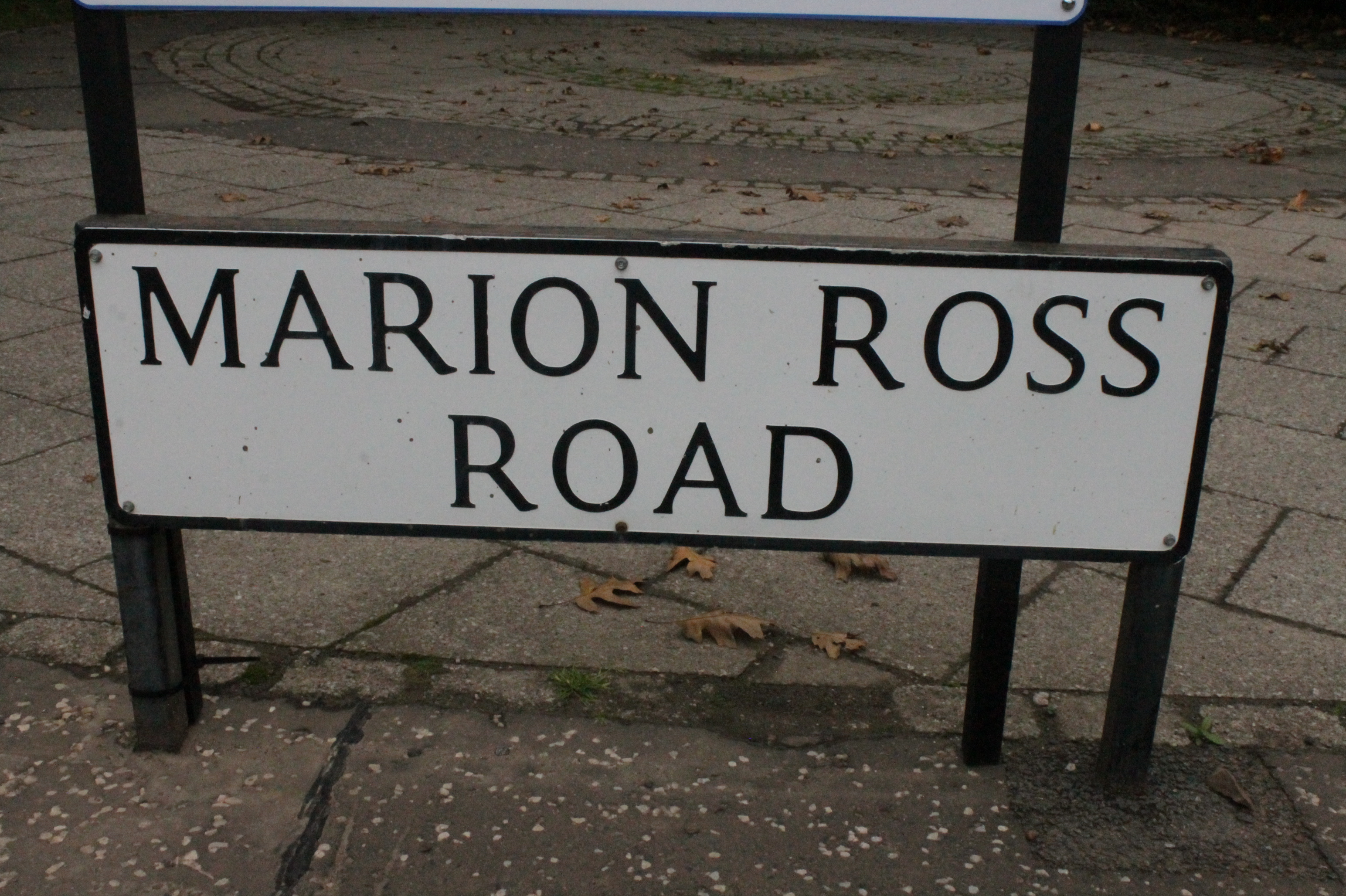
Marion Ross Road, King's Buildings, Édimbourg

Après la guerre, elle retourne à l'Université d'Édimbourg en tant que conférencière, étudiant les spectres de particules à haute énergie. Elle est la première directrice de l'Unité de dynamique des fluides de l'Université. Certains de ses travaux ont été publiés dans la revue Nature,.
En 1951, elle devient membre de la Royal Society of Edinburgh, deux ans après l'admission des premières femmes. Ses sponsors sont Norman Feather, Max Born, Alexander Aitken et Edmund Taylor Whittaker. Elle est la première femme secrétaire de la Société (1993/4).
Son intérêt pour la dynamique des fluides conduit Ross à mettre sur pied une unité dédiée au sein du Département de physique. À sa retraite, le prix Marion AS Ross, décerné chaque année, est fondé et, en 2014, une rue du campus Kings Buildings de l'Université a été nommée en son honneur.
Ross décède le 3 janvier 1994.  